# Diadocidia hybrida
Diadocidia hybrida är en tvåvingeart som beskrevs av Jaschhof 2007. Diadocidia hybrida ingår i släktet Diadocidia och familjen slemrörsmyggor.
Artens utbredningsområde är Costa Rica. Inga underarter finns listade i Catalogue of Life.